# Vladímir Ivânovitch Niemiróvitch-Dântchenco
Vladímir Ivânovitch Niemiróvitch-Dântchenco (em russo:  Владимир Иванович Немирович-Данченко) (Dezembro 11(23), 1858 - Moscou, 25 de abril de 1943) nasceu na Georgia. Diretor teatral, escritor, pedagogo e dramaturgo, co-fundador do Teatro de Arte de Moscou com Constantin Stanislavski, em 1898. 

## Biografia
Em 1919 estabeleceu o Teatro Musical do Teatro de Arte de Moscou, que foi transformado no Nemirovich-Danchenko Musical Theatre (Teatro Musical  Niemiróvitch-Dântchenco) em 1926. Naquele tempo a relação entre os dois fundadores não era muito boa e eles ficaram sem falar durante muito tempo, como nos conta Mikhail Bulgakov em sua Theatrical Novel.
Depois de Stanislavski deixar o teatro, Nemirovich-Danchenko encenou uma famosa versão de Anna Karenina, em 1937 com Alla Tarasova no papel principal. Em 1943 Nemirovich-Danchenko fundou a Escola do Teatro de Arte de Moscou, que funciona até os dias de hoje.
Nemirovich-Danchenko foi um dos primeiros a receber o título de Artista do Povo na URSS em 1936. Em 1942, 1943 ele recebe também o Prêmio de Estado da URSS e a Ordem de Lenin.